# Ле Грације (Ла Специја)
Ле Грације је насеље у Италији у округу Ла Специја, региону Лигурија.
Према процени из 2011. у насељу је живело 1628 становника. Насеље се налази на надморској висини од 1 м.